# Nikola Ivanda
Nikola Ivanda (Zagreb, 29. prosinca 1975. – Zagreb, 8. studenog 2012.) bio je hrvatski redatelj.

## Rad na televiziji
- "Zabranjena ljubav" (2005.)
- "Obični ljudi" (2006. – 2007.)
- "Ponos Ratkajevih" (2007. – 2008.)
- "Zakon ljubavi" (2008.)
- "Sve će biti dobro" (2008. – 2009.)
- "Dolina sunca" (2009. – 2010.)
- "Pod sretnom zvijezdom" (2011.)
- "Ruža vjetrova" (2011. – 2012.)

## Rad na filmu
- "Ništa od sataraša" (2000.)
- "Vuk" (2000.)
- "Kravata" (2006.)
- "Gospodin Kolak i gospođa Mirković" (2012.)

## Vanjske poveznice
- Nikola Ivanda u internetskoj bazi filmova IMDb-u (engl.)